# Forces armées saoudiennes
 (septembre 2019).
Les forces armées saoudiennes (en arabe : القوات المسلحة السعودية), aussi appelées forces armées royales saoudiennes, comprennent l'ensemble des structures militaires de défense du royaume d'Arabie saoudite placées sous la responsabilité du ministre de la Défense, ainsi que de la Garde nationale d'Arabie saoudite (en) (SANG), indépendante du ministère.
Elles sont constituées de l'Armée de terre saoudienne, de la Force aérienne royale saoudienne, de la Marine royale saoudienne, d'une défense aérienne, d'une garde nationale, pour en moyenne Modèle:250000 à 30000 actifs, auquel s'ajoutent les forces paramilitaires, les services de renseignements militaires : les Mukhabarat.

## Budget
En 2009, 8,2% du PNB du pays était consacré à l'armée saoudienne, représentant un budget de la défense de 39,2 milliards de dollars. En 2017, selon l'IISS, il était de 76,7 milliards de dollars, en hausse régulière depuis plusieurs années. 
En 2019, l'Arabie saoudite devenait le troisième pays aux dépenses militaires les plus élevées dans le monde, après les États-Unis et la Chine.
En décembre 2020, le département d'État américain approuve la vente de bombes d'une valeur de 290 millions de dollars à l'Arabie saoudite, ainsi que d'hélicoptères Apache AH-64E pour 4 milliards de dollars au Koweït. Les accords d'armement avec les régimes du Moyen-Orient sont précipités par Trump, malgré l'opposition sur les antécédents en matière de droits de l'homme des régimes impliqués et dans le cas de l'Arabie saoudite et des Émirats arabes unis, l'énorme bilan civil de la guerre au Yémen. 

## Budget militaire dans la région
| Armée           | Classement budget mondial | Budget 2023 milliards de dollars | PIB % 2023 |
| --------------- | ------------------------- | -------------------------------- | ---------- |
| Arabie saoudite | 5                         | 75,8                             | 7.1        |
| Turquie         | 22                        | 15,8                             | 1,5        |
| Israël          | 15                        | 27,5                             | 5.3        |
| Koweït          | 32                        | 7,8                              | 4.9        |
| Iran            | 26                        | 10,3                             | 2.1        |
| Oman            | 37                        | 5,9                              | 5.4        |

## Composition des forces armées
En 2015, les forces armées saoudiennes comptaient 250 000 hommes : 40 000 dans l'aviation, 16 000 dans la défense aérienne, 30 000 dans la marine (dont 5 000 Marines), 100 000 dans la Garde nationale à quoi s'ajoutent les 50 000 hommes des réserves tribales.
Le prince Sultan bin Abdelaziz a exercé la fonction de ministre de la Défense entre 1962 et 2011. Son frère de sang Abderrahmane ben Abdelaziz Al Saoud en est le vice-ministre. Son fils aîné Khaled ben Sultan a été nommé Ministre adjoint de la Défense pour les affaires militaires en novembre 2011. Depuis septembre 2022, le ministre de La Défense est Khalid ben Salmane. 
En février 2018, le roi Salmane ben Abdelaziz Al Saoud fait limoger par décret royal le chef d'état-major, le chef de l'armée de l'air et le chef de l'armée de terre.

## La Garde nationale
La Garde nationale est commandée par le prince Moutaïb bin Abdullah. C'est une unité opérationnelle de première ligne. Ses hommes sont principalement recrutés dans les forces militaro-religieuse tribales d'Ibn Saoud, les Ikhwan. 
Son existence moderne est attribuable au fait qu'elle est l'armée privée du défunt roi Abdallah ben Abdelaziz Al Saoud depuis les années 1960. Elle est pour cela constamment maintenue en dehors de l'influence du ministère de la Défense. La Garde nationale devint le contre-pouvoir à la faction des Sudairi de la famille royale : le prince Mohammed ben Salmane, le ministre qui contrôle le reste des forces armées, est l'un des « Sept Sudairi ».

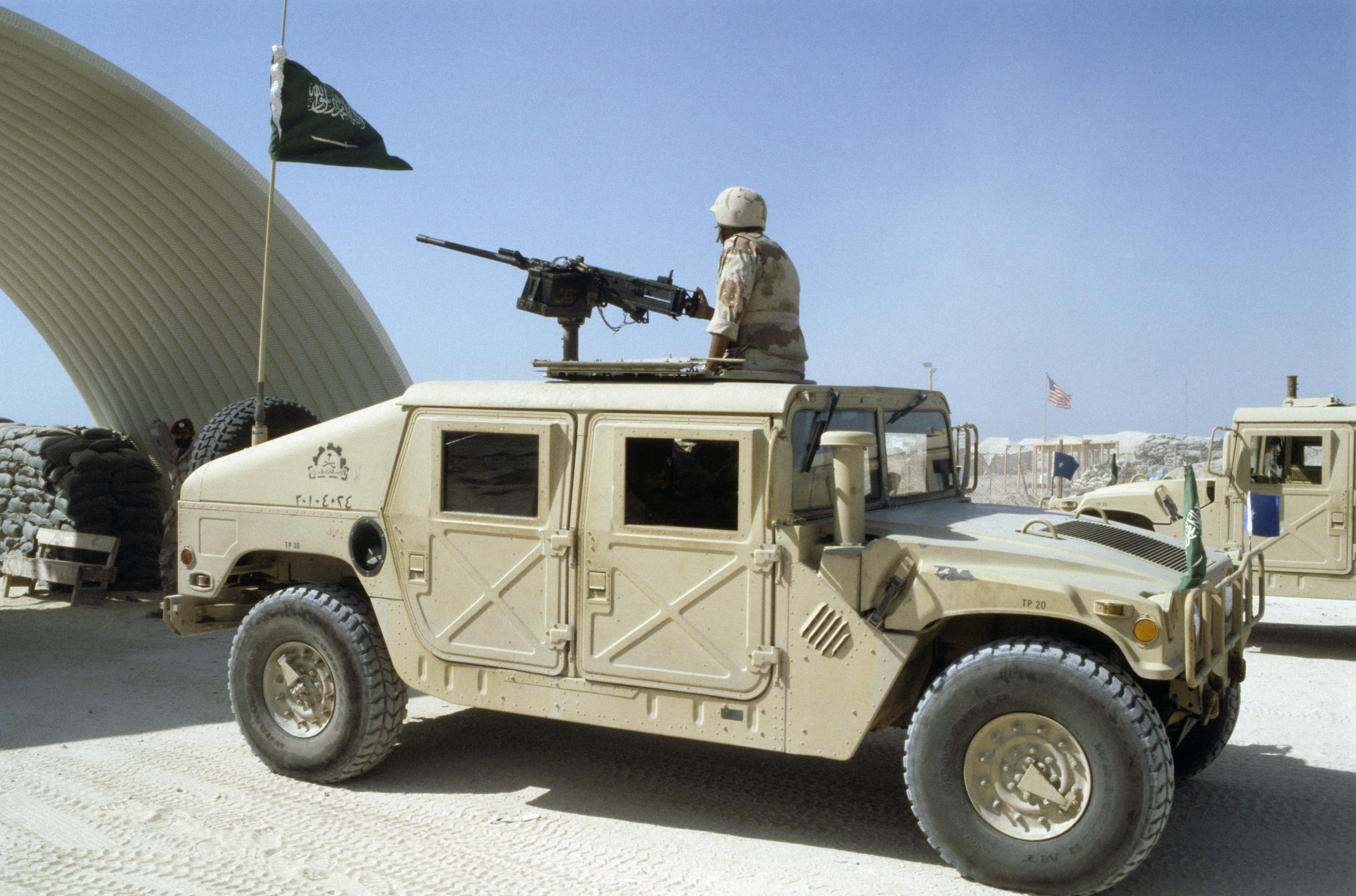
Humvee saoudien lors de l'opération des Nations unies en Somalie (UNOSOM II), 19 décembre 1983.

## Organisation et armement

### L’armée de terre

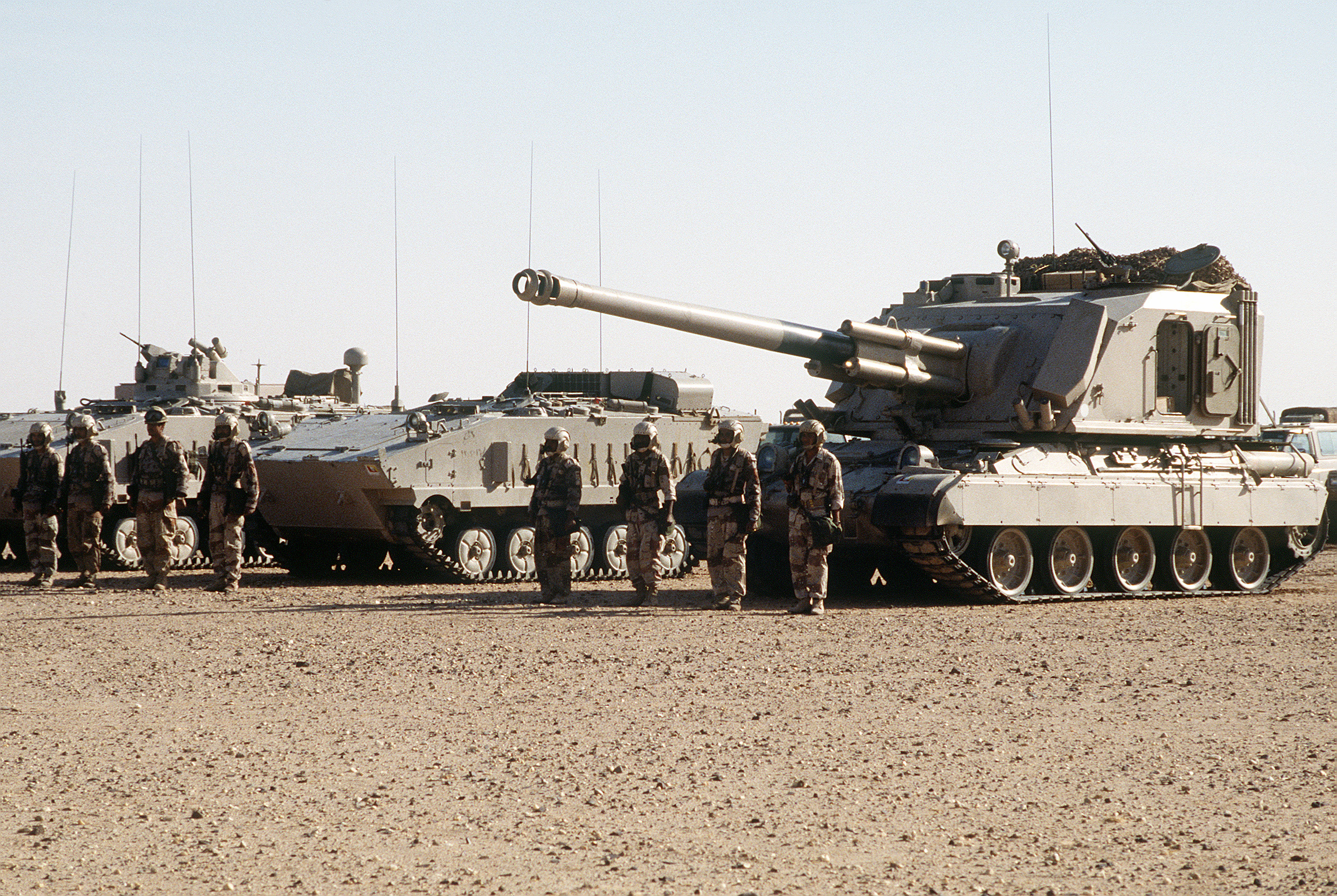
AMX AuF1 et AMX-10 P de la mécanisée de la force terrestre du royaume saoudien à la fin de la guerre du Golfe de 1991.

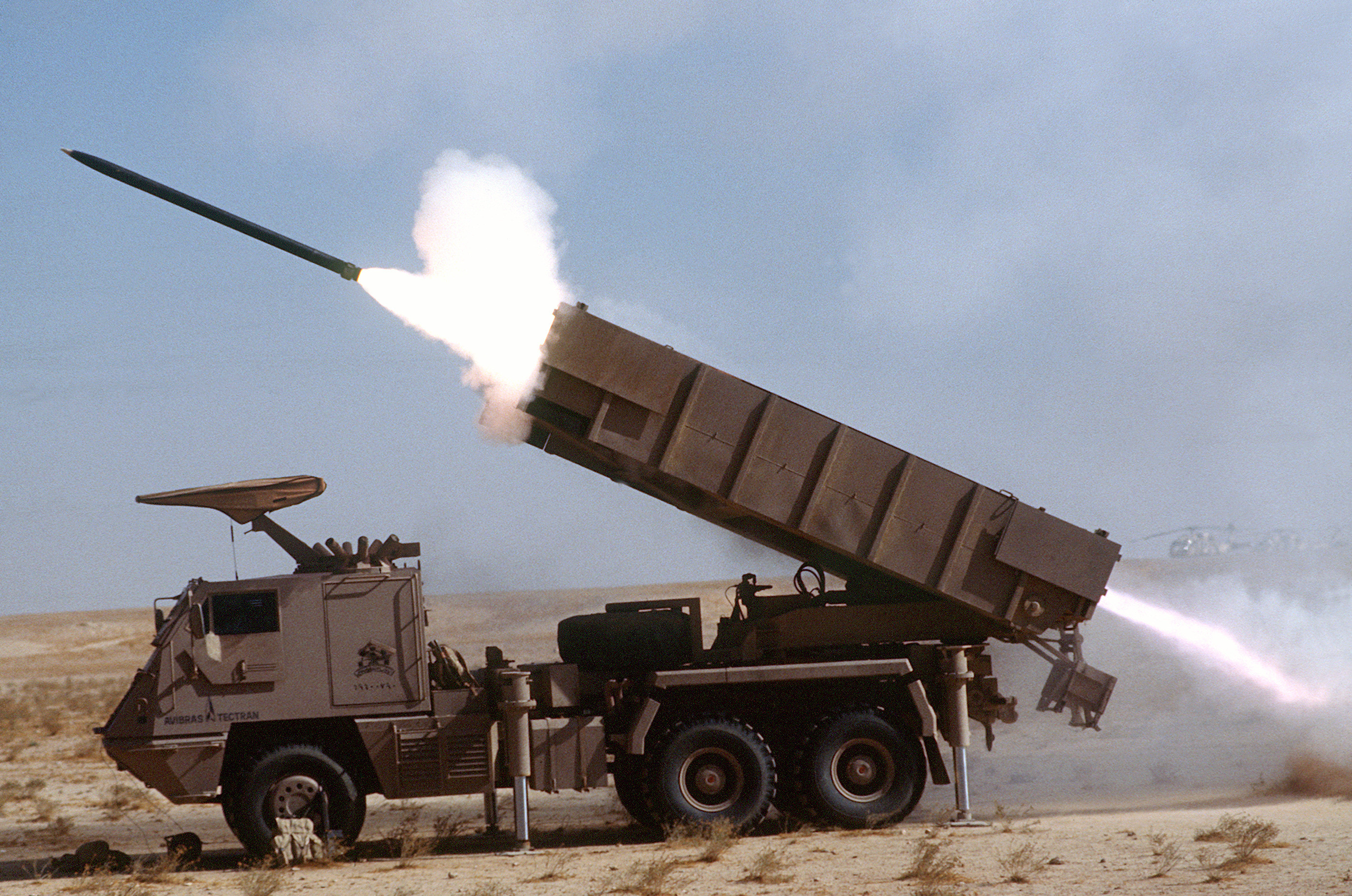
Une roquette Avibras lancé depuis le lance-roquette multiple de construction brésilienne ASTROS SS-30

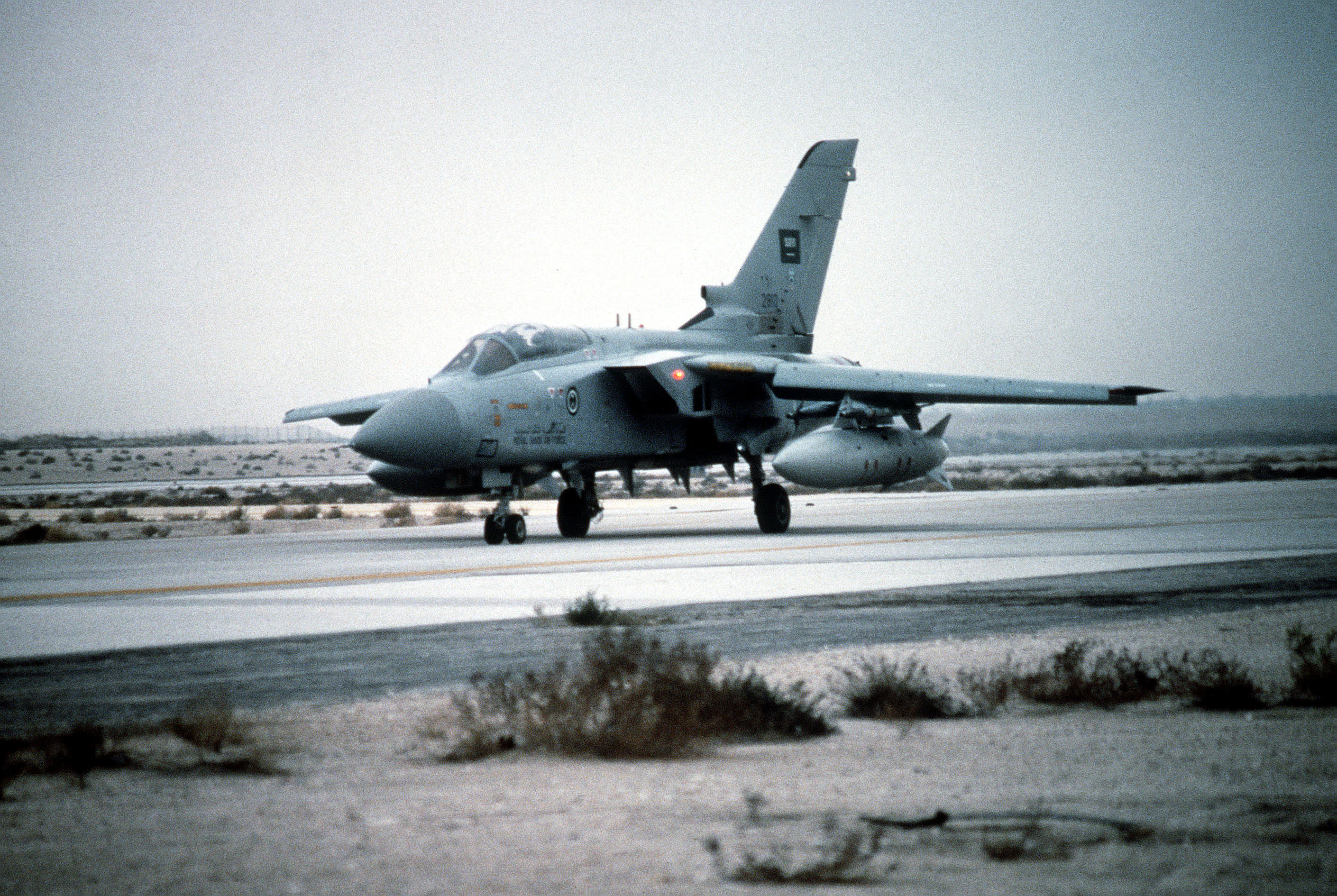
Un RSAF Tornado F3 pendant l’opération Tempête du désert en 1991

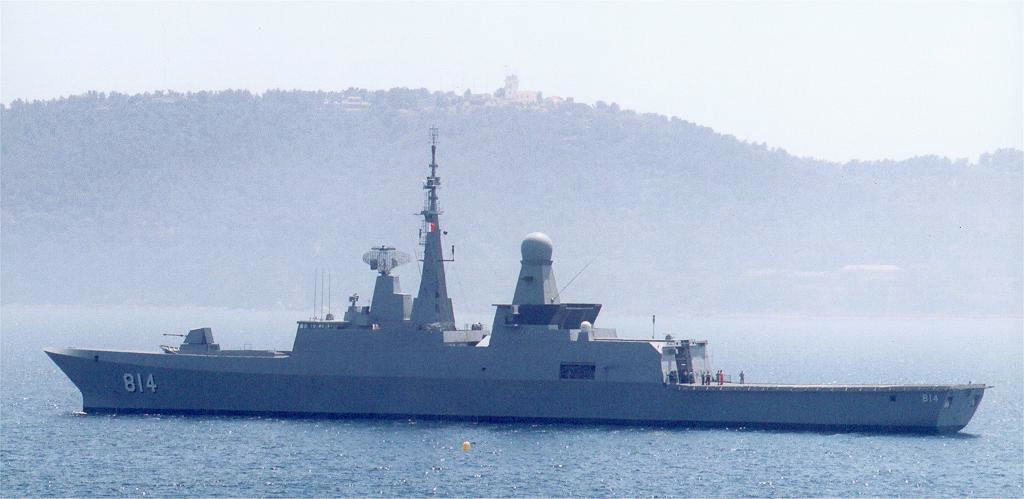
HMS "Makkah", une frégate de classe Al Riyadh.

L'armée de terre comprend en 2006, trois brigades blindées, cinq brigades mécanisées, une brigade aéroportée, une brigade des « Royal Guard » et huit bataillons d'artillerie. Elle dispose aussi d'un commandement aérien avec deux brigades d'aviation.
Ses principaux équipements consistent à cette date en une combinaison de véhicules blindés américains et français : 550 chars M1A2 Abrams, 200 AMX-30 (en réserve), et 450 M60A3 ; 300 engins de reconnaissance ; plus de 570 AMX-10 P et 400 véhicules blindés de combat d'infanterie M–2 Bradley ; plus de 3 000 transports de troupes M113 ; plus de 200 pièces artillerie tractées ; 110 pièces d'artillerie auto-portées ; 100 lance-roquettes multiple ; 400 mortiers ; 10 systèmes de missiles sol-sol ; près de 2 000 armes guidées antichars ; environ 200 lance-roquettes ; 94 hélicoptères d'attaque ; 100 hélicoptères de transport et 1 000 missiles sol-air.

### La force aérienne
La Royal Saudi Air Force serait l'une des forces aériennes les mieux équipées du monde arabe en appareils de hautes performances avec plus de 600 avions dont environ 300 de combat F-15 et Panavia Tornado. Son niveau opérationnel est très élevé.
Sa flotte est composée, en 2006, de sept escadrons d’avions de combat et d'attaque au sol, six escadrons d'avions de combat et sept d’entraînement. Au moins 15 aéroports militaires actifs ont été recensés sur le territoire.  
L’aviation du royaume s'est récemment équipée d'Eurofighter Typhoons et de Tornado IDS remis à niveau, de F-15 Eagle et de F-15E Strike Eagle. L'Arabie saoudite possède également 84 F-15 Eagle en commande et une option pour acheter 72 autres Eurofighter Typhoons.

### La marine
La marine royale saoudienne a été créée en 1960. Longtemps équipée de patrouilleurs pour surveiller le golfe Persique et la mer Rouge, elle a acquis dans les années 1980 treize petites corvettes puis dans les années 1990 trois frégates françaises de classe La Fayette.
La marine est divisée en deux flottes : la flotte occidentale est basée à Djeddah, Jizan et Al Wajh, la flotte orientale est basée à Al Jubayl, Dammam, Ras al Mishab et Ras al Ghar. Le corps des marines est organisé en un régiment d'infanterie à deux bataillons.
Les navires actifs comprennent en 2006, 11 navires de surface de combat, 65 navires patrouilleurs et de garde-côtes, 7 chasseurs de mines, 8 vaisseaux de transport amphibie et 7 navires de support. L'aviation navale comprend 19 hélicoptères de support.

### Forces de missiles balistiques
En 1987, l'Arabie saoudite a acquis auprès de l'industrie de l'armement de la république populaire de Chine des missiles balistiques à portée intermédiaire DF-3, ayant une charge utile conventionnelle ou potentiellement nucléaire de 2 tonnes et d'une portée estimée entre 1 500 et 2 500 km. Le nombre de missiles est estimé entre 50 et 120, celui des tracteurs-érecteurs-lanceurs entre 9 et 12 répartis, en 2013, sur trois sites. Il est supputé en 2013 qu'ils seraient remplacés par des missiles chinois plus modernes. Le DF-3 étant à l'origine conçu pour emporter une charge nucléaire, il aurait une précision médiocre s'il était doté d'une charge conventionnelle (ECP de 300 m). Il ne serait utile que contre des cibles occupant une importante surface au sol, comme des villes ou des bases militaires. Cette caractéristique les a rendus totalement inutiles lors de la guerre du Golfe, pour répondre aux attaques de missiles Scud irakiens, car ils auraient fait de nombreuses victimes civiles et n'auraient pas été aussi efficaces que les attaques aériennes de la coalition.
En janvier 2014, le magazine d'actualité américain Newsweek révéla que l'Arabie saoudite avait secrètement acheté quelques missiles DF-21 chinois de 1 700 km de portée en 2007. Affirmant également que la CIA avait autorisé la vente dès l'instant que les missiles étaient ensuite modifiés pour ne pas emporter d'ogive nucléaire. 
Après la guerre du Golfe, les Saoudiens et la CIA travaillèrent ensemble pour autoriser l'achat, sous couverture, des missiles DF-21 chinois. Le DF-21 étant propulsé par du propergol solide, contrairement au DF-3, il nécessite beaucoup moins de temps pour être préparé au lancement. Il a une erreur circulaire probable de seulement 30 m, ce qui lui permet d'être employé contre des bâtiments. Les Saoudiens n'ont apparemment pas de lanceurs mobiles, a contrario des Chinois, mais il se pourrait qu'ils aient modifié ceux qu'ils possédaient pour lancer le DF-3. Le nombre de missiles détenus est inconnu. Le magazine Newsweek suppose que les détails de la vente qui ont été rendus publics feraient partie de la politique de dissuasion opérée contre l'Iran,.
Certaines spéculations indiquent que le royaume saoudien aurait financé une large partie du programme nucléaire pakistanais et a un accord de partage nucléaire avec ce pays.

### Fournisseurs
L'Arabie saoudite est depuis les années 1980 l'un des principaux clients de l'industrie de l'armement mondiale et depuis les années 1990 le principal importateur d'armes du Proche-Orient. Si son principal fournisseur est les États-Unis avec plus de 75 milliards de dollars de contrats entre 2004 et 2014  suivi des membres de l'Union européenne (France, Royaume-Uni, Italie, Belgique...), elle prend également commande auprès des autres principales puissances économiques du monde telles que la Chine, la Russie ou le Brésil. Ces achats servent principalement à garantir des relations diplomatiques favorables.
Les importations d'armes de l'Arabie saoudite ont augmenté de 225% entre 2013 et 2017 en comparaison de la période 2008-2012. Dans le contexte de guerre civile au Yémen, de l’intervention saoudienne et des suspicions de crimes de guerre, de nombreuses voix s'élèvent pour exiger l'arrêt de la fourniture d’armes au Royaume. En France, le sujet revient régulièrement à l’Assemblée nationale, suscitant des convergences transpartisanes (du député de gauche François Ruffin à son collègue Sébastien Nadot élu LREM). De nombreuses ONG dont Action contre la faim, Oxfam, Amnesty International appellent également la France à cesser son commerce d’armes avec l’Arabie saoudite,.
En 2017, les pays de l'Union européenne ont accordé pour 17 milliards d'euros de licence à l'Arabie saoudite. Les principaux fournisseurs d'armes du régime saoudien sont le Royaume-Uni, la France, l'Allemagne et la Belgique.
À la suite du décès en octobre 2018 du journaliste Jamal Khashoggi dans le consulat saoudien d’Istanbul , l’Allemagne suspend ses ventes d’armes au royaume. En mars 2019, cette décision sera prolongée de 6 mois (jusqu'au 30 septembre 2019).
En mai 2020, Boeing obtient deux contrats représentant 2,5 milliards de dollars afin de livrer plus de 1 000 missiles sol-air et anti-navires à l'Arabie saoudite.